# هندبال آمریکایی

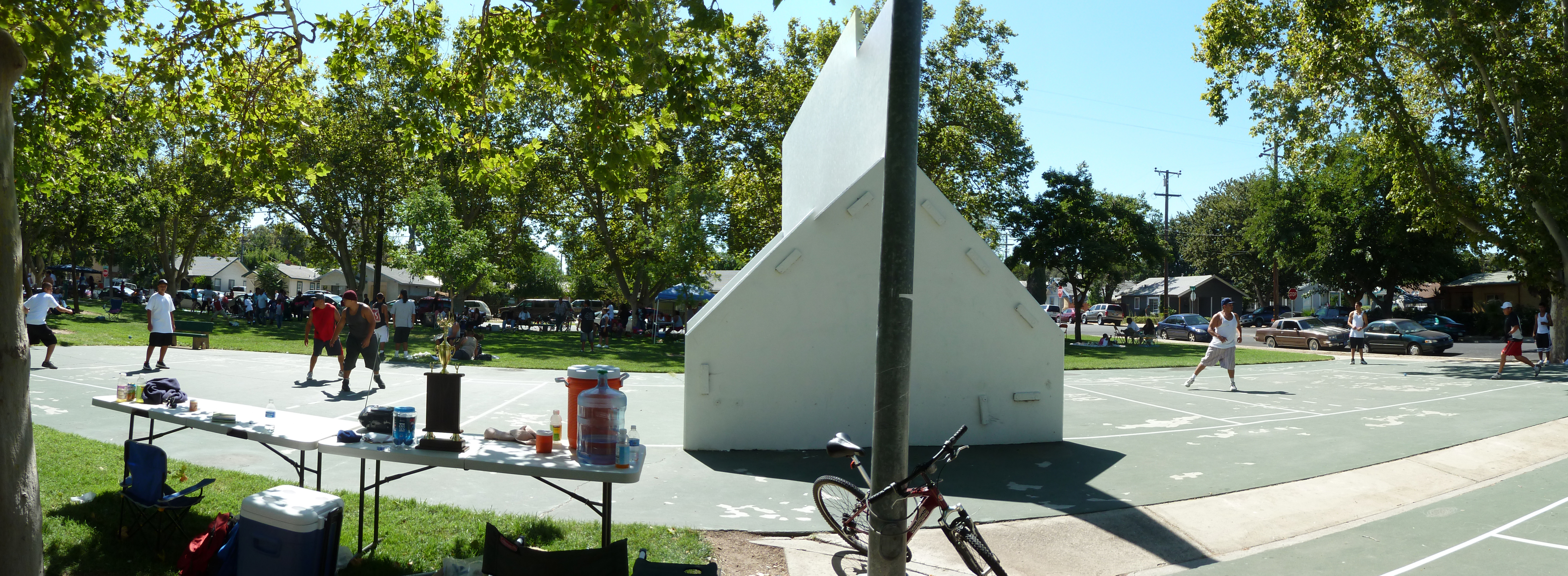
زمین سه‌دیواره با دو بازی در حال انجام

هندبال آمریکایی، که نسخه آمریکایی هندبال است و گاهی وقت‌ها به وال‌بال نیز اشاره می‌شود؛ ورزشی است که در آن بازیکنان با استفاده از دست‌های خود توپ کوچک و لاستیکی را به دیوار می‌زنند به‌گونه‌ای که حریفان نتوانند بدون این‌که توپ به زمین دوبار یا به خارج از محدوده برخورد کند، آن را به دیوار بزنند. این ورزش به سه شکل مختلف بازی می‌شود: چهاردیواره، سه‌دیواره و یک‌دیواره (که به آن وال‌بال یا اینترنشنال فرانتونه نیز گفته می‌شود). هر نسخه می‌تواند به‌طور انفرادی (تک‌نفره)، سه‌نفره (رقابتی) یا چهارنفره (دوبل) بازی شود، اما در مسابقات رسمی تنها نسخه‌های تک‌نفره و دوبل بازی می‌شود.

## تاریخچه
بازی‌هایی که در آن‌ها توپ به‌طور مستقیم یا پرتابی زده می‌شود، به دوران هومر و مصر باستان برمی‌گردد. بازی‌ای مشابه بازی توپی مایاها توسط مردم شمال و مرکز آمریکا از ۱۵۰۰ پیش از میلاد بازی می‌شد که مشهورترین آن، بازی آزتک‌ها است. با این حال، هیچ اشاره‌ای به بازی با استفاده از دیوار باقی نمانده است و به‌نظر می‌رسد این بازی‌های باستانی بیشتر به شکلی از تنیس دستی شباهت داشته‌اند. دیگر مثال‌های مشابه شامل بازی‌های اروپایی مانند پیلوتای باسکی (یا جای‌آلا)، هندبال گالیک، فرونتو والنسیا، فرنتون بین‌المللی و فایوز ایتون هستند.
اشاره‌ها به بازی‌های مشابه (که در آن زمان به‌عنوان «تنیس دستی» و «هندبال» شناخته می‌شدند) به سال ۶۶۶ برمی‌گردد، زمانی که شورای اگزتر بازی را به دلیل آسیب‌هایی که به ساختمان‌های کلیسا وارد می‌آورد، ممنوع کرد. نمونه‌های دیگر از ممنوعیت این بازی‌ها شامل رابرت بریبروک، اسقف لندن است که در ۱۳۸۵ بازی را ممنوع کرد. بازی دیگری که در آن توپ با استفاده از دست به دیوار زده می‌شد در اسکاتلند در ۱۴۰۶ ثبت شده است، زمانی که جیمز یکم دستور داد که یک پنجره زیرزمینی در حیاط کاخش مسدود شود، زیرا مانع از بازی او می‌شد. در ایرلند، قدیمی‌ترین سند مکتوب از بازی مشابه در قوانین شهری گالوی در ۹۰۵ آمده است که بازی توپی با دیوارهای شهر را ممنوع کرده است. اولین تصویر از شکل ایرلندی هندبال تا ۱۱۶۴ دیده نمی‌شود. در نهایت، ورزش هندبال در ایرلند به‌عنوان هندبال گالیک ثبت می‌شود. تا اواسط قرن نوزدهم، استرالیایی‌ها بازی مشابهی را انجام می‌دادند که به ورزش مدرن هندبال استرالیایی تبدیل شد.

### هندبال آمریکایی
در کتاب زیبایی خطرناک نوشته مارک جیکوب و استیون اچ. کیس، که دربارهٔ دسیسه آرنولد-آندره است، آمده است که سرهنگ جان آندره و ژنرال سر هنری کلینتون در طول جنگ استقلال آمریکا بازی‌ای به نام هندبال را انجام می‌دادند. اولین ثبت این بازی در ایالات متحده به سال ۱۸۷۳ مربوط می‌شود، که در آن زمان دو زمین هندبال در سان فرانسیسکو وجود داشت. این ورزش در دهه‌های بعد توسعه یافت. تا اوایل قرن بیستم، هندبال چهاردیواره تثبیت شده بود و بازی هندبال یک‌دیواره در نیویورک توسط کسانی که توپ‌های تنیس را با دست به دیواره‌های چوبی اسکله‌های ساحلی می‌زدند، توسعه یافت. این امر باعث افزایش محبوبیت هندبال یک‌دیواره در سواحل نیویورک شد و تا دهه ۱۹۳۰، هزاران زمین هندبال یک‌دیواره در سرتاسر شهر ساخته شد. هندبال آمریکایی عمدتاً در پارک‌ها، سواحل و حیاط مدرسه‌های نیویورک، شیکاگو و دیگر مناطق شهری بزرگ دیده می‌شود.

### قهرمانی‌های ملی
مسابقه‌های قهرمانی ملی هندبال هر ساله از سال ۱۹۱۹ در ایالات متحده برگزار شده است. این مسابقه‌ها تا سال ۱۹۵۰ توسط اتحادیه ورزشی آماتور (AAU) سازماندهی می‌شدند، زمانی که کنترل آن‌ها به انجمن هندبال آمریکایی ایالات متحده (USHA) منتقل شد.

### تأثیر بر راکت‌بال و پدل‌بال دیواری
ورزش‌های راکت‌بال، اسکواش، فایوز، پدل‌بال چهاردیواره و پدل‌بال یک‌دیواره به‌شدت تحت‌تأثیر هندبال آمریکایی قرار گرفته‌اند. پدل‌بال چهاردیواره و پدل‌بال یک‌دیواره زمانی ایجاد شدند که مردم برای بازی در زمین‌های هندبال آمریکایی، از راکت‌های چوبی استفاده کردند. پدل‌بال چهاردیواره در سال ۱۹۳۰ توسط ارل ریسک، مربی تربیت بدنی در دانشگاه میشیگان اختراع شد. راکت‌بال در سال ۱۹۴۹ توسط جو سوک در گرینویچ، کنتیکت، با استفاده از راکت‌های کشیده برای بازی هندبال آمریکایی اختراع شد.

## زمین

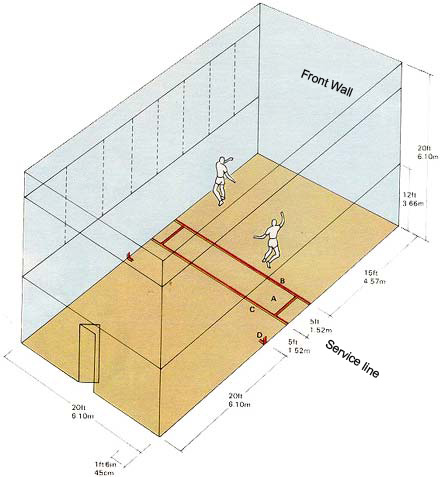
ابعاد یک زمین دست‌کش معمولی

هندبال آمریکایی بر روی زمین‌هایی که دیوار در اطراف خود دارند بازی می‌شود که ممکن است دارای یک دیوار (پیش‌دیوار)، سه دیوار، یا در یک زمین چهاردیواره کاملاً محصور باشد. زمین‌های چهاردیواره معمولاً دارای سقف هستند، درحالی‌که زمین‌های سه‌دیواره ممکن است سقف داشته باشند یا نداشته باشند. زمین چهاردیواره به‌شکل یک جعبه مستطیلی است. دیوار جلو به ابعاد ۲۰ فوت (۶٫۱ متر) مربع است و دیوارهای کناری ۴۰ فوت (۱۲٫۲ متر) طول و ۲۰ فوت (۶٫۱ متر) ارتفاع دارند.
در وسط زمین خطی کوتاه وجود دارد که زمین را به دو مربع ۲۰ فوت (۶٫۱ متر) تقسیم می‌کند. همچنین در طول زمین، خط سرویس وجود دارد که ۵ فوت (۱٫۵ متر) در جلوتر از خط کوتاه قرار دارد. ناحیه سرویس، منطقه‌ای است که بین این دو خط قرار دارد. دیوار پشت زمین معمولاً ۱۲ فوت (۳٫۷ متر) ارتفاع دارد و بالای آن گالری برای داور، منشی و تماشاگران وجود دارد. برخی از زمین‌ها دارای دیوار پشت شیشه‌ای و دیوارهای کناری شیشه‌ای هستند تا دید بهتری فراهم شود. (در هندبال آمریکایی سه‌دیواره، معمولاً زمین دارای یک دیوار جلو و دو دیوار کامل کناری است، یا دیوار جلو توسط دو باله مثلثی احاطه شده است)

## بازی
بازی هندبال آمریکایی می‌تواند به‌صورت انفرادی (دو بازیکن در برابر یکدیگر)، دو نفره (دو تیم دو نفره) یا «سه‌نفره» (سه بازیکن که یکی در برابر دو نفر بازی می‌کند) انجام شود. در حالت سه‌نفره، یک سرویس‌زننده در برابر دو گیرنده بازی می‌کند تا زمانی که «خارج» (اصطلاحات دیگر شامل «پایین» یا «خارج از نوبت») شود. سپس، گیرنده‌ای که در سمت چپ قرار دارد، سرویس می‌زند. سرویس‌ها به این ترتیب چرخش می‌کنند تا یکی از بازیکنان با کسب امتیاز ۷، ۱۱، ۱۵ یا ۲۱ پیروز شود. اگر هر دو تیم به امتیاز یک کمتر از امتیاز پیروزی برسند، بازی می‌تواند با «برد با دو امتیاز» یا «مستقیم» ادامه یابد. در حالت «برد با دو امتیاز»، امتیاز پیروزی به دو امتیاز افزایش می‌یابد. در حالت «مستقیم»، امتیاز ثابت باقی می‌ماند و نمی‌توان آن را تغییر داد. وقتی که در یک بازی ۲۱ امتیازی به تساوی ۲۰ برسد، تصمیم رایج «مستقیم ۲۵» است که در آن امتیاز پیروزی به ۲۵ تغییر می‌کند و قابل تغییر نیست. حالت سه‌نفره بازی همچنین به نام «مثلث‌ها» شناخته می‌شود.

### سرویس (چهاردیواره)
توپ توسط یک بازیکن که در منطقه سرویس قرار دارد، زده می‌شود. زننده سرویس ابتدا توپ را به زمین منطقه سرویس می‌اندازد و سپس پس از یک بار پریدن، با دست یا مشت به سمت دیواره جلو ضربه می‌زند. توپ باید ابتدا به دیواره جلو برخورد کند؛ سپس می‌تواند حداکثر یک دیواره کناری را لمس کند قبل از اینکه اولین بار به زمین بیفتد؛ توپ سرویس‌زده شده باید در زمین بعد از خط کوتاه اما قبل از رسیدن به دیواره پشتی به زمین بیفتد.
اگر توپ سرویس‌زده شده در مقابل خط کوتاه فرود آید، «کوتاه» نامیده می‌شود، درحالی‌که سرویسی که بدون برخورد با زمین به دیواره پشتی می‌رسد «طولانی» نامیده می‌شود و سرویسی که هر دو دیواره کناری را قبل از برخورد با زمین لمس کند «سه‌دیواره» نامیده می‌شود. این‌ها همه نوعی خطای سرویس هستند. پس از یک خطای سرویس، زننده سرویس تنها یک سرویس دیگر دارد. زننده سرویس با زدن دو خطای متوالی «خارج» شده و گیرنده می‌شود. با این حال، اگر هر سرویس به سقف، زمین یا دیواره کناری پیش از برخورد با دیواره جلو برخورد کند، زننده سرویس خارج می‌شود (سرویس دوم مجاز نیست).
در بازی‌های دو نفره، هم‌تیمی زننده سرویس باید در منطقه سرویس با پشت به دیواره کناری در یک جعبه سرویس که با خط موازی ۱۸ اینچ (۴۶ سانتیمتر) از دیواره کناری علامت‌گذاری شده است، ایستاده باشد تا توپ از خط کوتاه عبور کند.

### برگشت (چهار دیواره)
درحالی‌که زننده سرویس توپ را دارد، گیرنده باید حداقل ۵ فوت (۱٫۵ متر) از خط کوتاه که با خطوط متناوب ۶ اینچ (۱۵ سانتیمتر) از هر دیواره کناری علامت‌گذاری شده است، فاصله داشته باشد. پس از سرویس توپ، گیرنده باید توپ را یا به‌طور مستقیم (در پرواز) یا پس از اولین برخورد با زمین، لمس کند. با این حال، گیرنده‌ای که تصمیم به گرفتن سرویس در پرواز می‌گیرد، باید ابتدا منتظر بماند تا توپ از خط کوتاه عبور کند (خط متناوب، در راکت‌بال).
توپ می‌تواند دوبار به زمین برخورد کند. همچنین، هر بازیکن در هنگام برگشت می‌تواند توپ را از روی زمین قبل از این‌که به دیواره جلو برخورد کند، بزند. سرویس‌زننده سپس توپ را از برگشت دیواره جلو ضربه زده و بازی با ضربه‌های متناوب بازیکنان ادامه می‌یابد تا یکی از آن‌ها نتواند برگشت قانونی را انجام دهد. پس از سرویس و برگشت، توپ می‌تواند از هر جایی بازی شود و می‌تواند هر تعداد دیواره، سقف یا بازیکن را لمس کند به شرطی که قبل از برخورد به زمین، به دیواره جلو برخورد کند. بازیکنان می‌توانند از حریفان خود ممانعت کنند. سرویس‌زنندگانی که نتوانند برگشت قانونی انجام دهند «خارج» شده و گیرنده می‌شوند. اگر گیرنده نتواند برگشت انجام دهد، یک امتیاز به سرویس‌زننده داده می‌شود که تا «خارج» شدن به سرویس‌زدن ادامه می‌دهد. تنها سرویس‌زننده یا تیم سرویس‌زننده می‌تواند امتیاز کسب کند. بازی به بازیکن یا تیمی که اولین بار به ۲۱ امتیاز برسد، تعلق می‌گیرد. مسابقه به بازیکن یا تیمی که دو از سه بازی را ببرد، تعلق دارد؛ بازی سوم به ۱۱ امتیاز می‌رود.

## انواع

### سه‌دیواره
زمین بازی سه‌دیواره یک زمین بیرونی با دیواره جلو، دو دیواره کناری (این‌ها می‌توانند «کامل» یا «نیمه» باشند—نیمه به معنای جفتی از دیواره‌های شیب‌دار) و بدون دیواره پشتی در منطقه بازی است. این بازی بسیار شبیه به دادگاه چهار دیواره داخلی است، با این تفاوت که چالش برگشت توپ بدون برخورد به دیواره پشتی وجود دارد. خط طولانی در علامت چهل‌پایی به‌عنوان خطا در نظر گرفته می‌شود اگر توپ هنگام برخورد با زمین به آن برخورد کند.

### یک‌دیواره / وال‌بال / فرانتونه بین‌المللی

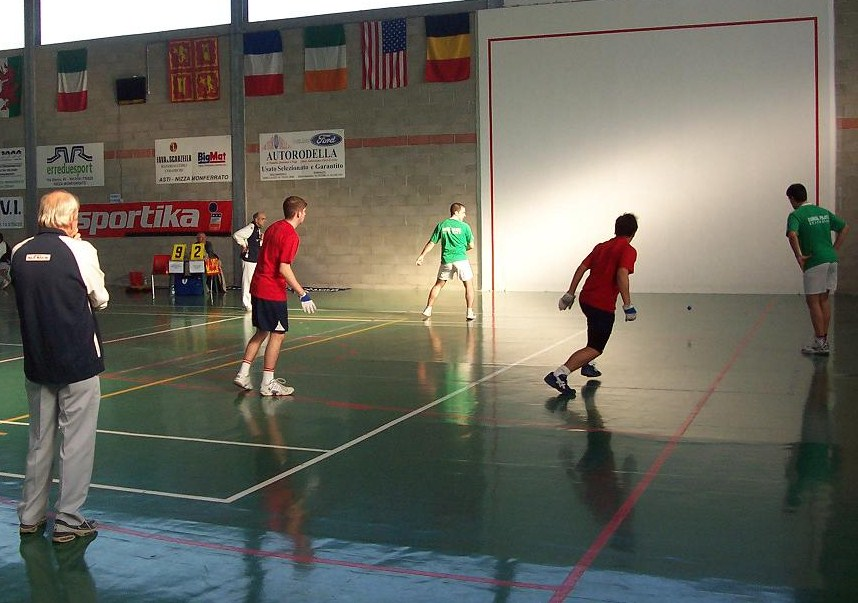
قهرمانی‌های فرانتونه بین‌المللی، سال ۲۰۰۷.

زمین‌های هندبال آمریکایی یک‌دیواره دارای دیواره‌ای به عرض ۲۰ فوت (۶٫۱ متر) و ارتفاع ۱۶ فوت (۴٫۹ متر) هستند. کف زمین ۲۰ فوت (۶٫۱ متر) عرض و ۳۴ فوت (۱۰٫۴ متر) طول دارد. زمانی که به‌عنوان بخشی از تورنمنت یا لیگ بازی نمی‌شود، بازی یک‌دیواره معمولاً از توپ بزرگ‌تر به نام «توپ بزرگ آبی» استفاده می‌کند (که در بخش «تجهیزات» شرح داده شده است). تفاوت اصلی بین هندبال آمریکایی یک‌دیواره و سایر نسخه‌ها این است که توپ باید همیشه از دیواره جلو بازی شود. بازی یک‌دیواره می‌تواند توسط تعداد بیشتری از تماشاگران مشاهده شود تا بازی چهار دیواره. زمین بازی همچنین ارزان‌تر ساخته می‌شود که باعث محبوبیت این نسخه نسبت به هندبال آمریکایی در سالن‌های ورزشی و زمین‌های بازی می‌شود.

## تجهیزات
توپ‌های لاستیکی سیاه یا آبی با وزن ۲٫۳ اونس (۶۵ گرم) و قطر ۱٫۸۷۵ اینچ (۴٫۷۶ سانتیمتر) دارند (کوچک‌تر، سنگین‌تر و متراکم‌تر از راکت‌بال)، و با دستکش (کف دست، انگشتان، مشت، پشت دست) ضربه زده می‌شود (بازی‌های غیررسمی معمولاً شامل دستکش نمی‌شود).

### توپ کوچک در مقابل توپ بزرگ
یک توپ هندبال آمریکایی حقیقی با نام «توپ آیس» یا «توپ سیاه» شناخته می‌شود. راکت‌بال که برای بازی هندبال آمریکایی استفاده می‌شود، «توپ بزرگ» یا «توپ بزرگ آبی» نامیده می‌شود. توپ کوچک سخت، با پرش بالاتر و حرکت سریع‌تری دارد. انواع توپ‌های کوچک شامل توپ قرمز آیس (برای مردان) و توپ سفید آیس (برای زنان) هستند. توپ قرمز آیس کوچک سنگین‌تر از توپ سفید آیس کوچک است.
توپ بزرگ آهسته‌تر پرش می‌کند و نرم‌تر و توخالی‌تر از توپ کوچک است.
بازی‌های چهاردیواره تقریباً از توپ کوچک استفاده می‌کنند. بازی‌های سه‌دیواره و یک‌دیواره از هر دو توپ استفاده می‌کنند. هر دو توپ در شهر نیویورک استفاده می‌شود و برای توپ بزرگ – برای مثال، ان‌وای‌سی بلو بال، تورنمنت‌های رسمی برگزار می‌شود. در سطح بین‌المللی، توپ بزرگ معمولاً در بازی یک‌دیواره استفاده می‌شود (در تور یک‌دیواره اروپایی، توپ بزرگ استفاده می‌شود)، اما در مسابقات جهانی هندبال آمریکایی که توسط شورای جهانی هندبال آمریکایی برگزار می‌شود، رقابت‌هایی در هر دو نوع توپ بزرگ و کوچک برای یک‌دیواره ارائه می‌شود.